# Facultad de Ciencias Sociales de la Universidad Nacional de Asunción
La Facultad de Ciencias Sociales de la Universidad Nacional de Asunción, también conocida como Facso (UNA), es una unidad académica de educación superior dedicada a la formación profesional, investigación, extensión y promoción de la cultura desde y para las ciencias sociales. 
Fue creada el 17 de octubre de 2018 por resolución del Consejo Superior Universitario, y ofrece dos licenciaturas: Trabajo Social y Sociología, así como cursos de posgrado. Se localiza en la ciudad de San Lorenzo, Paraguay, dentro del campus universitario, aunque sin conexión directa con las otras unidades.

## Historia
La unidad es la última Facultad en ser creada en su universidad, en octubre de 2018, integrando al Instituto de Trabajo Social con la carrera de Ciencias Sociales (hoy Sociología), la que en ese entonces dependía de la Facultad de Derecho y Ciencias Sociales de la UNA, como una de las dos carreras de su Escuela de Ciencias Sociales y Políticas, desde su creación.
Unos días después el rectorado de la universidad designó a Ada Concepción Vera Rojas como encargada de despacho del decanato a fines de octubre del 2018.
La Facultad proyecta incluir en el futuro otras carreras (aparte de las dos actuales) o crear nuevas, como Ciencias Políticas y Antropología.
En junio de 2019 la institución organizó en la ciudad de Asunción el Foro de Estudiantes de Trabajo Social. En julio del mismo año, tuvo lugar un conversatorio sobre lenguas indígenas.
En noviembre de 2019 tuvo lugar en el local de la FACSO el Foro Interdisciplinario de Ciencias Sociales «Los desafíos de las Ciencias Sociales en la UNA», en conjunto con la CLACSO. En el mismo mes, fue presentado el “Protocolo de intervención ante situaciones de violencia basada en género y/o discriminación”, luego de varios años de trabajo.
Durante la pandemia del Covid-19, unos 400 estudiantes recibieron tabletas para continuar sus estudios de forma virtual, tras gestiones de la Facultad que contaron con el apoyo de la entidad binacional Itaipú y la Agencia Adventista de Desarrollo y Recursos Asistenciales (ADRA). Los dispositivos alcanzaron a más de dos terceras partes del total de estudiantes inscriptos.
El 5 de enero de 2023 el Consejo Directivo de la Facultad eligió a quien sería la primera decana de la institución, la Prof. Ada Vera Rojas.
El nuevo plan curricular de la carrera de Sociología (2021), primera malla elaborada en la institución, empezaría a utilizarse desde febrero de 2023 a través de su implementación en el primer semestre o probatorio de la carrera.

## Publicaciones
- La Dirección de Investigación de la FACSO publica la revista científica Kera Yvoty (indexada en Scielo, Latindex 2.0, entre otros), cuyo nombre en lengua guaraní significaría utopía.[12]
- Además, desde la Dirección de Sociología se publica la revista académica Cuadernos de Sociología.